# H. F. Van Wambeke & Sons
H. F. Van Wambeke & Sons war ein US-amerikanischer Hersteller von Kraftfahrzeugen. Zwei Quellen bestätigen die Existenz des Unternehmens, nicht aber die Firmierung.

## Unternehmensgeschichte
H. F. Van Wambeke war Lebensmittelhändler in Elgin in Illinois. 1907 begann in einem Schuppen auf dem Gelände die Produktion von Automobilen. Seine Söhne waren dabei behilflich. Der Markenname lautete Van Wambeke. 1909 endete die Produktion. Insgesamt entstanden etwa acht Fahrzeuge.

## Fahrzeuge
Die Fahrzeuge waren Highwheeler. Mit ihren großen Rädern eigneten sie sich gut für die damaligen schlechten Straßen. Sie hatten selbst hergestellte Ottomotoren mit Luftkühlung. Es waren Zweizylindermotoren, die zwischen 10 und 20 PS leisteten. Auf besonderen Wunsch war auch ein Vierzylindermotor erhältlich. Die Motoren trieben über ein Planetengetriebe und zwei Ketten die Hinterachse an.
Die meisten der acht Fahrzeuge waren Lieferwagen für örtliche Geschäftsleute. Daneben entstanden ein oder zwei Personenkraftwagen. Sie waren als Runabout karosseriert. Der Neupreis lag um 750 US-Dollar.